# Costa Concordia
La Costa Concordia è stata una nave da crociera della compagnia di navigazione Costa Crociere, capostipite della Classe Concordia, varata nel 2005 e naufragata il 13 gennaio 2012 all'Isola del Giglio. È la nave passeggeri di più grosso tonnellaggio ad aver subito questa sorte.

## Storia
Progettata negli uffici di progettazione navale di Trieste e costruita dai cantieri navali della Fincantieri di Genova Sestri Ponente, fu varata il 2 settembre 2005.
La crociera di vernissage, di sei giorni e cinque notti, iniziò il 9 luglio 2006, partì da Civitavecchia e vide la nave salpare alla volta di Tunisi, proseguendo poi per La Valletta (Malta), Tripoli (Libia), Civitavecchia e giungendo infine nello scalo ligure di Savona, base operativa della compagnia crocieristica.
La "Grande crociera inaugurale" partì da quest'ultimo porto il 15 luglio alla volta di Barcellona, toccando successivamente Alicante, Gibilterra, Lisbona, Cadice, Malaga e Civitavecchia, attraccando di nuovo nel porto di Savona il 24 luglio, da dove iniziò il suo regolare servizio di crociere.
Il nome Concordia fa riferimento all'unità e alla pace fra le nazioni europee.
I suoi tredici ponti avevano i nomi di altrettanti Stati europei (Paesi Bassi, Svezia, Belgio, Grecia, Italia, Gran Bretagna, Irlanda, Portogallo, Francia, Germania, Spagna, Austria e Polonia).
Ha terminato il regolare servizio di navigazione a causa del naufragio avvenuto la sera del 13 gennaio 2012 presso l'Isola del Giglio, che ne ha causato la parziale sommersione.
Dopo complessi lavori allo scopo di rimetterla in condizioni di galleggiamento, è stata trasportata a Genova dove è stata demolita.

## Caratteristiche
Costa Concordia, dal momento del varo, nel 2005, è stata la più grande nave della Marina mercantile italiana, assumendo alla sua entrata in servizio, come da tradizione, il ruolo di ammiraglia della compagnia fino al 2007, quando venne scalzata da tale posizione dalla gemella Costa Serena; è rimasta comunque una delle più grandi navi della flotta in servizio fino al suo naufragio.
Poteva vantare per prima la costruzione del più grande centro benessere a bordo di una nave da crociera: denominato Samsara spa, era dislocato su due ponti con una superficie di 1.900 m² inclusi quelli superiori. La nave contava 1.500 cabine totali, delle quali 87 all'interno dell'area benessere e 505 con balcone privato, 58 suite con balcone privato e altre 12 suite all'interno dell'area benessere.
La nave aveva quattro piscine salate, due delle quali con copertura semovente in cristallo che ne permetteva l'utilizzo anche durante le stagioni invernali o in caso di maltempo, una dotata di acquascivolo giallo all'esterno e blu all'interno, cinque vasche idromassaggio Jacuzzi ad acqua calda, un campo polisportivo e un percorso jogging.
Disponeva di cinque ristoranti, dei quali uno alla carta, il Club Concordia, e uno in stile Samsara, e di tredici bar.
Per le attività di intrattenimento, Costa Concordia offriva un teatro disposto su tre ponti denominato Atene, un simulatore di guida da Gran Premio con la replica di una vettura di Formula 1, videogiochi, una discoteca, sale da ballo, una casa da gioco, un maxi schermo cinematografico di 18 m² e un cinema 4D.
Nel tempo è stata affiancata da diverse navi gemelle: nel 2007 da Costa Serena, nel 2008 da Carnival Splendor, nel 2009 da Costa Pacifica, nel 2011 da Costa Favolosa e nel 2012 da Costa Fascinosa.

## Incidenti

### 2008
Il 22 novembre 2008, nel porto di Palermo, durante la manovra di attracco, a causa di una forte raffica di vento, la nave urtò contro un bacino galleggiante, riportando danni alla fiancata di dritta e al portellone di prua. I danni furono parzialmente riparati in circa 10 ore, consentendo alla nave di continuare la crociera; durante le soste successive le riparazioni furono ultimate.

### 2010
Durante la notte tra il 3 e il 4 maggio 2010 un passeggero di 33 anni di nazionalità russa cadde in mare da uno dei ponti della nave. Il corpo fu recuperato qualche giorno dopo e le cause della tragedia non furono mai accertate, anche se l'ipotesi del suicidio fu la più accreditata. L'incidente avvenne al largo delle coste francesi, sulla rotta tra Savona e Barcellona.
Il 7 novembre 2010, durante una sosta nel porto di Savona, a causa del forte vento la nave urtò la torre di una gru Gottwald, ferma inoperativa e stabilizzata sulla banchina 14, spostandola di quasi 20 metri. Fortunatamente sulla gru non vi era nessun operatore.

## Naufragio

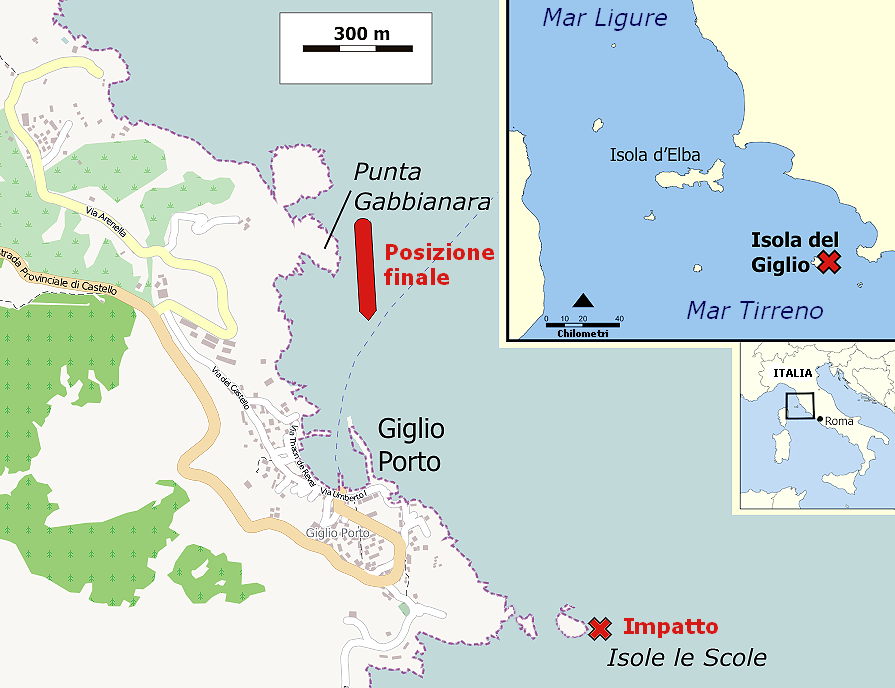
Luogo dell'incagliamento sull'Isola del Giglio

La sera del 13 gennaio 2012 alle 21:45:05, la nave, in navigazione da Civitavecchia a Savona per una crociera nel Mediterraneo con partenza da Civitavecchia e scali previsti a Savona, Marsiglia, Barcellona, Palma di Maiorca, Cagliari, Palermo, a causa di un errore di manovra durante un passaggio sottocosta, urtò il più piccolo degli scogli di Le Scole, situato a circa 500 metri dal porto dell'Isola del Giglio. L'incidente provocò uno squarcio di circa 36 metri nello scafo.
A seguito del danno, Costa Concordia sbandò progressivamente sul lato di dritta (ovvero di destra), sino a sommergersi abbattendosi sul lato dritto, appoggiandosi al fondale e restando in larga parte emergente. Circa 4200 persone furono tratte in salvo (in prevalenza mediante le lance di salvataggio, e alcune centinaia, rimaste bloccate a bordo dopo il rovesciamento, mediante motovedette ed elicotteri) e vi furono 32 morti, dei quali 30 corpi furono recuperati tra il momento del naufragio e la fine del marzo 2012; i resti degli ultimi 2 dispersi furono rinvenuti rispettivamente uno nell'ottobre 2013, dopo le operazioni di raddrizzamento per la rimozione della nave, l'altro il 3 novembre 2014, durante le operazioni di smantellamento della nave nel porto di Genova.

### Responsabilità civili e penali
Il comandante della nave Francesco Schettino, all'epoca dei fatti dell'età di 51 anni, è stato processato per omicidio colposo plurimo, lesioni colpose, naufragio e abbandono di nave e condannato in appello e Cassazione a 16 anni, oltre all'interdizione per 5 anni da tutte le professioni marittime.

## Recupero, rimozione e demolizione del relitto della nave

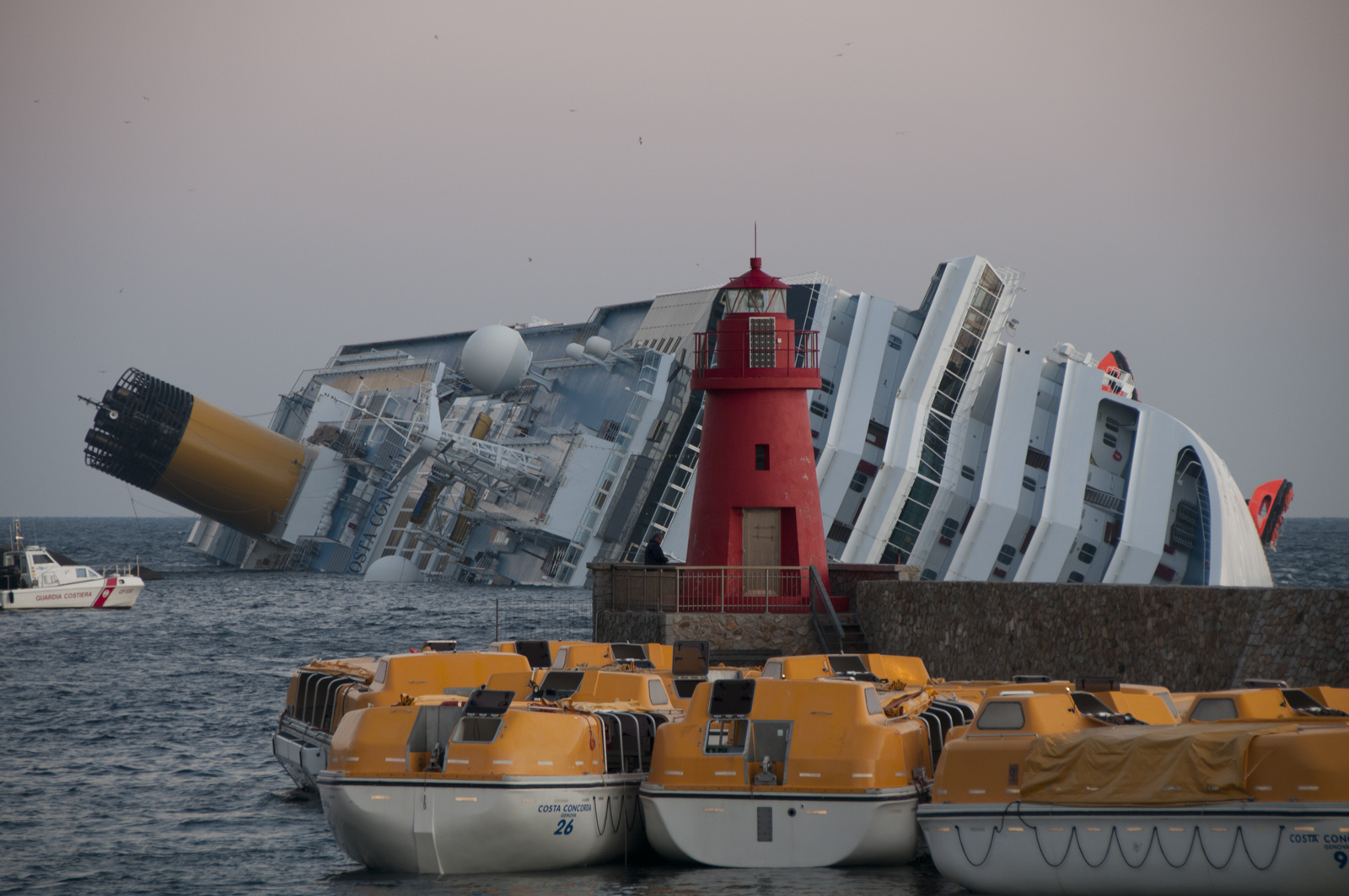
La Costa Concordia naufragata all'imboccatura di Giglio Porto.

Dopo aver dichiarato la "perdita totale" (total loss, in inglese) della Costa Concordia, fu deciso che il relitto venisse smantellato a carico di Costa Crociere e degli assicuratori.
Il 16 settembre 2013, sotto il comando operativo di Nick Sloane, alle ore 9:06 è iniziata la prima fase del recupero del relitto con la sua rotazione (in gergo tecnico, iniziando a "lentìare") la nave (in inglese parbuckling) per disincagliarla dal fondale roccioso e raddrizzarla in posizione di galleggiamento.
L'operazione, per la quale era prevista una durata di circa 12 ore (tirando i cavi d'ancoraggio a circa 3,5 m/h), si è conclusa alle ore 4:00 circa del 17 settembre, dopo 19 ore, quando la Costa Concordia è stata riportata nuovamente in asse.
Durante le operazioni di collocazione dei cassoni di ausilio al galleggiamento, il 2 febbraio 2014, il sommozzatore spagnolo Israel Franco Moreno, 40 anni, è morto per scompenso cardiaco e dissanguamento a causa di una ferita alla gamba.
Il 30 giugno 2014 il Consiglio dei ministri della Repubblica Italiana ha annunciato che la demolizione del relitto sarebbe stata effettuata presso il porto di Genova.

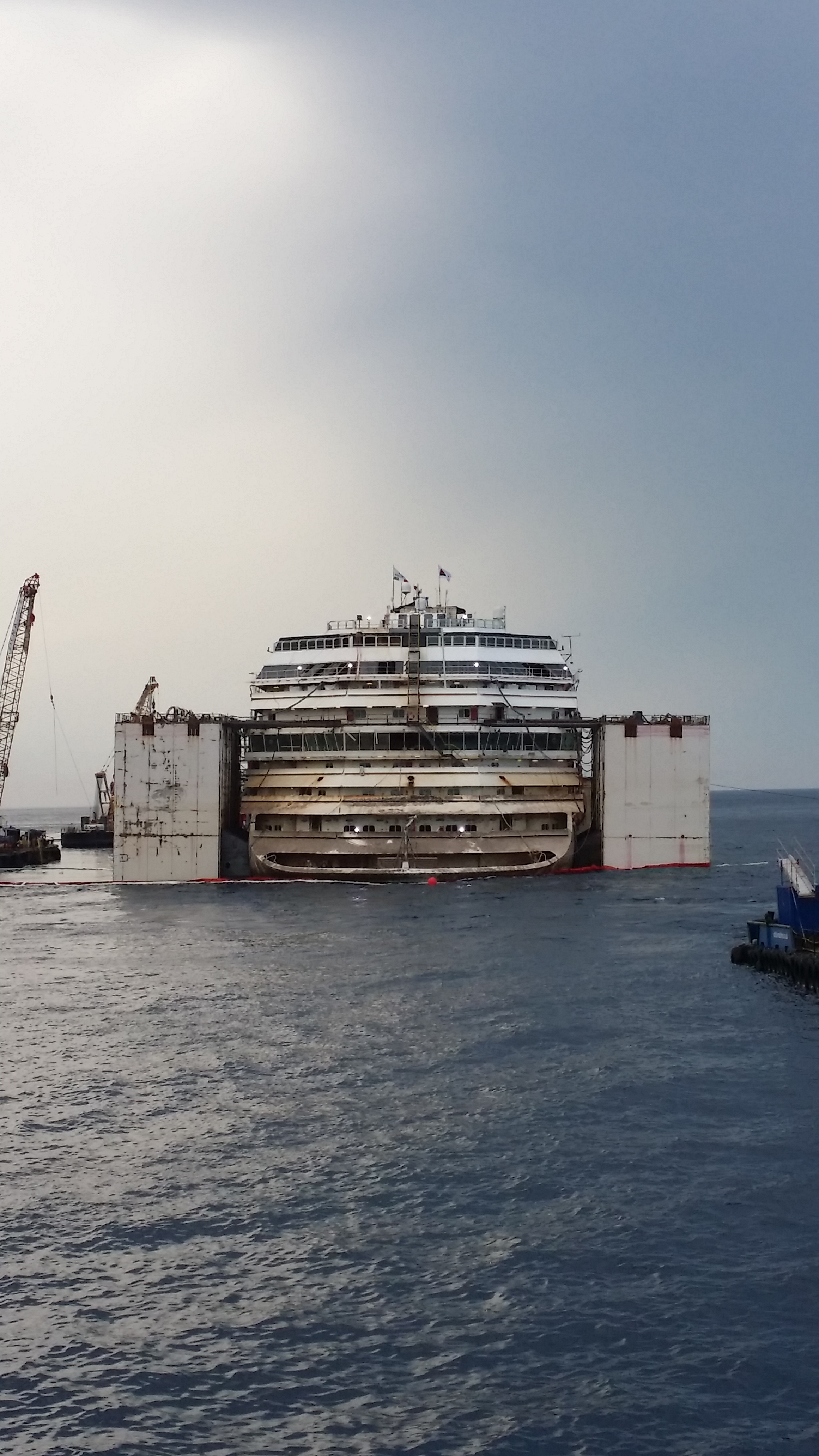
La nave rimessa in galleggiamento

L'ingresso del relitto della Costa Concordia nel Porto di Pra'

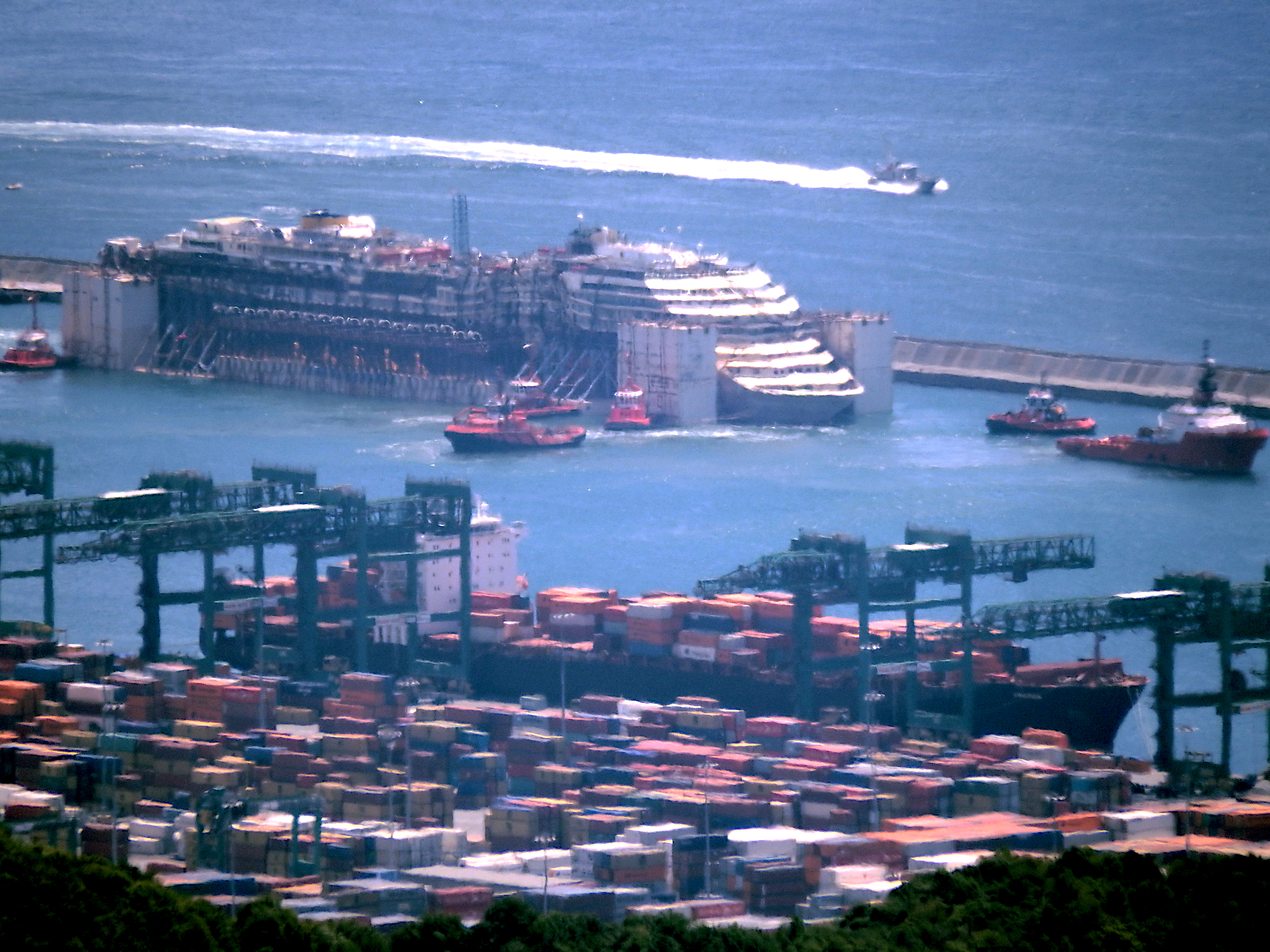
Fasi finali di ormeggio a conclusione del trasferimento a Genova nel Porto di Pra'

Le procedure per il rigalleggiamento del relitto sono iniziate il 14 luglio 2014 per completare la rimozione dall'isola del Giglio il 23 luglio 2014 e il trasferimento a Genova, nel bacino portuale di Pra', il 27 luglio 2014.
Subito dopo l'ormeggio nel porto genovese, nel pomeriggio la proprietà della nave è stata ceduta dall'assicurazione della compagnia di navigazione al consorzio Ship Recycling appositamente costituito da Saipem (51%) e San Giorgio del Porto (49%) per la gestione dello smantellamento e del riciclo del relitto, con una commessa di circa 100 milioni di euro. Il costo dell'operazione è stato di 1 miliardo di euro, il doppio del costo di costruzione della nave.
Il 12 maggio 2015 il relitto della nave, alleggerito di 5.700 tonnellate di materiali, dopo un trasferimento notturno di 10 miglia dalla banchina di Pra', è stato collocato nell'area dell'ex Superbacino del porto di Genova per essere definitivamente smantellato.
Il 1º settembre 2016, la parte del relitto rimasta dopo la prima fase di smantellamento è stata trasferita alla velocità di 1 nodo, con l'ausilio di 5 rimorchiatori, coprendo la distanza di 1,8 miglia nautiche dal molo "Umberto Cagni" dell'area dell'ex Superbacino a quella del bacino di carenaggio numero 4 dell'area della calata "Giuseppe Gadda" dedicata alle riparazioni navali, dove, per terminarne la demolizione, i resti dello scafo sono stati messi a secco per essere fatti a pezzi.
L'operazione di demolizione delle oltre 110.000 tonnellate della nave si è caratterizzata per il recupero di elementi riutilizzabili, tra cui parti dei motori e le eliche, scambiatori di calore, depuratori e bitte. Oltre all'ovvio riciclaggio dell'acciaio (circa 50.000 tonnellate), sono stati avviati a riciclo alluminio, rame, bronzo, piombo, legno, plastica, vetro, elettronica. Solo una parte relativamente piccola è stata avviata a discarica indifferenziata, fra cui parte degli arredi interni per 8.600 tonnellate, prodotti confezionati (detergenti e scatolette di cibo) per 600 tonnellate e materiali di isolamento per 1.000 tonnellate.

## Navi gemelle
- Costa Serena
- Costa Pacifica
- Costa Favolosa
- Costa Fascinosa
- Carnival Splendor

## Impatto culturale
Il 20 maggio 2016 la indie rock band Car Seat Headrest ha pubblicato il suo decimo album Teens of Denial, con una traccia intitolata The Ballad of the Costa Concordia, contenente allusioni riferendosi al disastro.